# Varicorhinus fimbriatus
Varicorhinus fimbriatus är en fiskart som beskrevs av Holly 1926. Varicorhinus fimbriatus ingår i släktet Varicorhinus och familjen karpfiskar. IUCN kategoriserar arten globalt som livskraftig. Inga underarter finns listade i Catalogue of Life.